# Juan Emar
Álvaro Yáñez Bianchi, más conocido por el seudónimo Juan Emar o Jean Emar (Santiago de Chile, 13 de noviembre de 1893-Santiago, 8 de abril de 1964), fue un escritor, crítico de arte y pintor chileno, máximo exponente local de la vanguardia literaria de las décadas de 1920 y 1930 en el género narrativo, e integrante del colectivo de artistas plásticos Grupo Montparnasse.
Sus obras más destacadas son la colección de cuentos Diez (1937), y las novelas breves Ayer, Un año, y Miltín 1934 (todas publicadas en 1935). Tras la indiferencia de público y crítica frente a sus libros, el autor desapareció de la escena artística y se dedicó casi exclusivamente a escribir la extensísima novela Umbral. 
El autor emprendió la escritura de esta última obra en 1942, tarea que continuó, durante sus últimos años, enclaustrado en Vilcún, una localidad de la Araucanía, sin abandonar la redacción de la novela hasta su muerte. Umbral consta de cinco tomos, cuatro «pilares» y un «dintel», que en el original del autor completaban cinco mil páginas mecanografiadas.

## Biografía
Hijo del senador y empresario Eliodoro Yáñez, quien deseó convertirlo en un político de grandes ambiciones. Conocido por sus íntimos como «Pilo», pasó sus primeros años entre Chile y viajes a Europa. Su existencia transcurría en el contraste de la despreocupada vida elegante de la aristocracia santiaguina con las fuertes presiones de su padre para que estudiara Derecho.
En 1918 se casó con su prima Herminia Yáñez, más conocida como «Mina». Con ella emprendió al año siguiente, un nuevo viaje a Europa, que parece haber sido crucial para él. La pareja se instaló en París, en la calle Hegesippe Moreau. Él se inscribió en clases de pintura y dibujo dictadas en la Academia de la Grande Chaumiére, en Montparnasse. Paralelamente, trabajó en la Delegación chilena (embajada), con el cargo de Primer Secretario. Era un empleo conseguido a través de las influencias familiares, pero ajeno al carácter del joven Álvaro Yáñez. 
El padre parece haberse resignado a que su hijo fuera un artista a principios de la década de 1920, cuando Álvaro regresa de Europa completamente imbuido en las nuevas tendencias artísticas parisinas.
En junio de 1930 contrae matrimonio con Gabriela Rivadeneira Rodríguez, matrimonio del que nacen Marcela, Pilar y Clara Yáñez Rivadeneira.

### Crítico de arte
El último trabajo formal que tuvo, fue el de columnista y crítico de arte del diario La Nación, fundado por su padre. Asumió en dichas columnas, en 1924, el seudónimo «Jean Emar», después «Juan Emar», tomado de la expresión francesa «j’ en ai marre» («estoy harto»). 
En sus columna defendió las nuevas tendencias artísticas de la vanguardia europea, abogando por una superación del criollismo y academicismo, de moda en el Chile de aquellos años. Convirtió la página de arte de La Nación en un reducto de la vanguardia, incluyendo colaboraciones de Vicente Huidobro y Julio Ortiz de Zárate, e ilustraciones originales de autores como Henriette Petit y Luis Vargas Rosas, además de reproducciones de artistas europeos del fauvismo, cubismo y otras. 
En 1925 publicó un anticipo del poemario Altazor, de Vicente Huidobro, que con el tiempo sería considerado una de las obras maestras de la poesía chilena.
Por otro lado, en la sección Crítica y Críticos polemizó con los entendidos que publicaban en otros periódicos, encarando el convencionalismo autosuficiente de sus opiniones. 
Realizó esta labor hasta 1927, año en que el periódico fue expropiado por el gobierno dictatorial de Carlos Ibáñez del Campo. Un duro golpe para su familia, pues además su padre fue deportado.
El mismo año se separa de su primera mujer. Viaja entre Chile y Europa, donde inicia una nueva relación con la francesa Álice la Martiniere, Pépéche.

## Obras

### Novelas
- Torcuato (1917, inédito)
- Ayer (1935)
- Un año (1935)
- Miltín 1934 (1935)
- Umbral (publicación póstuma: edición parcial 1977, completa en 1996)
- Amor (publicación póstuma, 2014)

### Cuentos
- Diez (1937)

### Miscelánea
- Don Urbano (dibujos, 2011)
- Cavilaciones (ensayo póstumo, 2014)
- Notas de arte: Jean Emar en La Nación : 1923-1927 (2003, recopilación de críticas de arte póstuma)
- Jean Emar: escritos de arte, 1923-1925 (1992, recopilación de críticas de arte póstuma)
- Cartas a Carmen (recopilación de cartas, póstuma)

## Opiniones de contemporáneos
- Pablo Neruda: «A mi compañero Juan Emar se le dará lo que aquí no se mezquina: lo póstumo».
- Pablo Neruda: «Ahora que los corrillos se gargarizan con Kafka aquí tenéis nuestro Kafka».
- Alejandro Jodorowsky: «¡Qué iban a comprender su narrativa! Ahí estaba el loco Juan Emar creando la verdadera prosa chilena. Hay que partir de él ahora, aunque nadie lo haya leído».
- Enrique Lihn: «En Emar, hay una literatura que integra y desintegra el género narrativo. (...) Hay una operación subversiva con las reglas del juego y, su escritura se convierte verdaderamente en un juego, en una orgía de la novela».